# 너바나 (1997년 영화)
너바나(Nirvana)는 영국에서 제작된 가브리엘 살바토레 감독의 1997년 영화이다. 크리스토퍼 램버트 등이 주연으로 출연하였고 비토리오 세치 고리 등이 제작에 참여하였다.

## 출연

### 주연
- 크리스토퍼 램버트

### 조연
- 디에고 아바탄투오노
- 세르지오 루비니
- 스테파니아 로카
- 아만다 샌드렐리
- 엠마누엘 자이그너

## 제작진
- 미술: 지안카를로 바실리
- 의상: 플로렌스 에밀
- 의상: 패트리지아 체리코니